# 盲人
視障人士是指視覺有障礙的人。視障人士主要分為三類，以國際視力傷殘程度分辨，則分為B1（全失明）、B2（嚴重弱視，嚴重低視能）及B3（輕微弱視，輕微低視能）。
一般在書面上都會使用較為尊重的說法，稱之為視障人士或失明人士。相對於視障人士來說，視覺無礙的人則叫做明眼人、開眼人、健視人、視全人。

## 視障人的媒體
- 盲文（又名點字、凸字）（視障人通常稱健視人的字為開眼人，或直接稱為繁體字、簡體字、英文字等等。）
- 螢幕閱讀器（又名讀屏軟件）、非視覺桌面存取系統
- 有聲書
- 點字顯示器、點字鍵盤
- 手提電話：大字電話、iPhone with Voice Talk & Siri / Android with TalkBack

## 視障人常用的輔具
- 導盲手杖（白杖）
- 有聲手錶或鬧鐘
- 盲人引路徑